# 伉铁保
伉铁保（1937年9月—2007年5月3日），男，汉族，天津人，中华人民共和国化学工程师、政治人物，曾任海南省政协副主席，中国民主同盟中央委员会常务委员，第八、九、十届全国政协委员。

## 家族
父亲伉乃如，兄长伉铁儁、伉铁健、伉铁侠、伉铁杰等，姐姐伉铁霞、伉铁佩等。